# Марраффини, Лучано
Лучано Марраффини (англ. Luciano Marraffini; род. 1974, Росарио, Санта-Фе) — аргентинско-американский микробиолог. С 2018 года является профессором и заведующим лабораторией бактериологии Рокфеллеровского университета. Известен своими работами по изучению систем CRISPR-Cas, став одним из первых учёных, прояснивших принцип работы этих систем на молекулярном уровне.

## Биография
Марраффини родился и вырос в Росарио. В детстве у него было две страсти: следить за игрой родной футбольной команды Newell’s Old Boys и читать о науке. Марраффини учился в средней школе Escuela Dante Alighieri, затем поступил на факультет биохимических и фармацевтических наук Национального университета Росарио для получения степени по биотехнологии. Будучи студентом, изучал биохимию ферредоксин-NADP⁺-редуктазы растений под руководством д-ра Эдуардо Чеккарелли. Для получения докторской степени Марраффини переехал в Чикаго. В Чикагском университете получил докторскую степень, изучая биохимию и биологическую роль сортозы — транспептидазы, связывающей поверхностные белки с оболочкой грамположительных бактерий, в лаборатории доктора Олафа Шнеевинда.

## Научные исследования
В 2008 году Марраффини присоединился к лаборатории доктора Эрика Сонтхаймера в Северо-Западном университете в качестве научного сотрудника Мемориального фонда медицинских исследований Джейн Коффин Чайлдс. В лаборатории Сонтхаймера Марраффини стал пионером в изучении молекулярных механизмов работы систем CRISPR-Cas. Используя бактериальную генетику, он установил, что иммунитет CRISPR-Cas использует специфическое разрушение последовательности ДНК для нейтрализации захватчиков. Это исследование стало ключевым для понимания механизмов иммунитета CRISPR на молекулярном уровне, а также предсказало существование РНК-программируемых Cas-нуклеаз и их современное применение для редактирования генов.
В 2010 году Марраффини перешёл на работу в Рокфеллеровский университет, где продолжил изучение иммунитета CRISPR-Cas. В 2012 году он начал сотрудничество с доктором Фэн Чжаном из Института Брода Массачусетского технологического института и Гарварда, результатом которого стала разработка революционных технологий CRISPR-Cas9 для редактирования геномов бактерий и человека. В настоящее время исследования в лаборатории Марраффини сосредоточены на выяснении механизмов иммунитета CRISPR-Cas у бактерий.

## Награды
За работу в собственной лаборатории он был удостоен премии Searle Scholars в 2011 году, премии NIH Director’s New Innovator Award в 2012 году, премии Hans Sigrist Prize от Бернского университета в 2015 году, премии Earl and Thressa Stadtman Scholar Award от Американского общества биохимии и молекулярной биологии (совместно с Георгиосом Скиниотисом) в 2016 году, премии NIH Director’s Pioneer Award и премии Медицинского центра Олбани (совместно с Эммануэль Шарпантье, Дженнифер Дудна, Франциско Мохика и Фэн Чжаном) в 2017 году.
В 2017 году был избран членом Американской академии микробиологии, в 2019 году — членом Национальной академии наук США, а в 2021 г. — членом Американской академии искусств и наук. В 2018 году Марраффини был назначен исследователем в Медицинском институте Говарда Хьюза (HHMI).
- Vilcek Prize[англ.] (2024)